# Flow (psychologie)
Pour les articles homonymes, voir Flow.

Zone du « flow ».

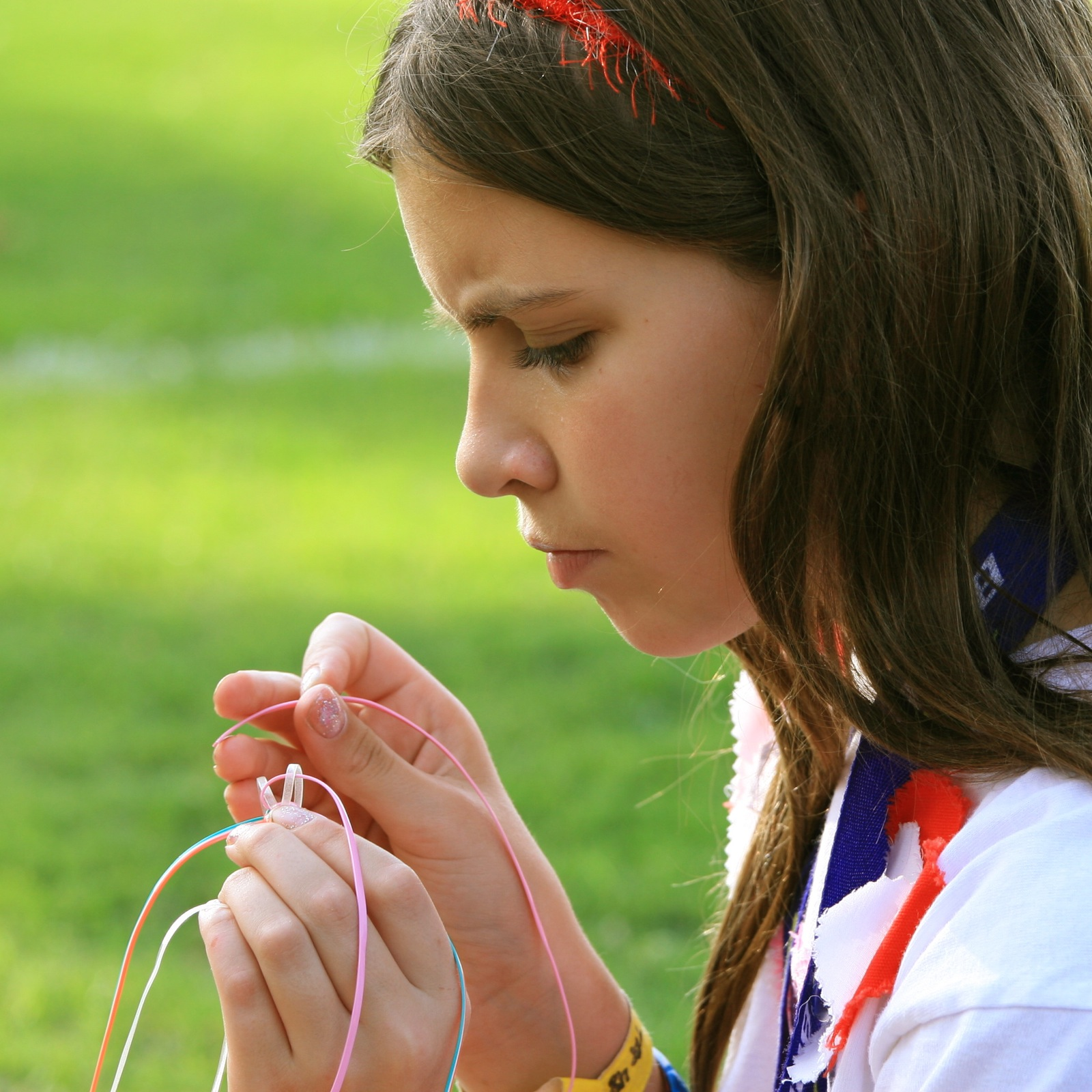
Être concentré sur une tâche est une des caractéristiques du flow.

En psychologie positive, le flow – mot anglais qui se traduit par flux –, zone, ou expérience optimale, est un état mental atteint par une personne lorsqu'elle est complètement plongée dans une activité et qu'elle se trouve dans un état maximal de concentration, de plein engagement et de satisfaction dans son accomplissement. Fondamentalement, le flow se caractérise par l'absorption totale d'une personne par son occupation.
Ce concept, élaboré par le psychologue Mihály Csíkszentmihályi à partir de 1975, a été utilisé dans de nombreux domaines, du sport à la musique en passant par la spiritualité, l'éducation et la séduction, bien qu'il ait existé depuis toujours sous d'autres formes, notamment dans les religions et spiritualités orientales telles que le bouddhisme et le taoïsme.
Atteindre le flow se dit aussi « être dans la zone ». Dans les versions françaises des textes de Csíkszentmihályi, on trouve indifféremment les termes de « flux », d'« expérience-flux », d'« expérience optimale » ou de « néguentropie psychique ».
Selon Csíkszentmihályi, le flow est un état totalement centré sur la motivation. C'est une immersion totale, qui représente peut-être l'expérience suprême, employant les émotions au service de la performance et de l'apprentissage. Dans le flow, les émotions ne sont pas seulement contenues et canalisées, mais en pleine coordination avec la tâche s'accomplissant. Le trait distinctif du flow est un sentiment de joie spontané, voire d'extase pendant une activité.
En français, on emploie parfois, au sens profane, l'expression état de grâce, par exemple lors d'une prise de fonction ou d'un oral d'examen : les situations comme les actions à effectuer semblent alors se présenter de façon très claire.
Le flow possède beaucoup de similitudes avec l'état d'hyper-concentration, tout au moins en ce qui concerne ses aspects positifs.

## Composantes
Jeanne Nakamura et Csíkszentmihályi ont identifié six aspects entourant une expérience de flow :
1. concentration intense focalisée sur le moment présent ;
2. disparition de la distance entre le sujet et l'objet ;
3. perte du sentiment de conscience de soi ;
4. sensation de contrôle et de puissance sur l'activité ou la situation ;
5. distorsion de la perception du temps ;
6. l'activité est en soi source de satisfaction (ou autotélique).

Ces aspects peuvent être présents indépendamment les uns des autres, mais seule la combinaison de plusieurs d'entre eux permet de constituer une véritable expérience de flow.
La psychologue Kendra Cherry a mentionné trois autres composantes faisant partie de cette expérience :
1. rétroaction immédiate (les réussites et difficultés au cours du processus sont immédiatement repérées et le comportement ajusté) ;
2. sentiment de potentielle réussite ;
3. sentiment d'une expérience tellement passionnante que les autres besoins semblent négligeables.

Comme pour les conditions précédemment listées, elles peuvent être indépendantes les unes des autres.

## Étymologie
Le flow a trouvé son nom en 1975, lorsque Csíkszentmihályi a interviewé plusieurs personnes qui décrivaient leur expérience en expliquant qu'ils étaient portés comme par le courant dans une rivière.

## Hypothèses concernant les dimensions duflow

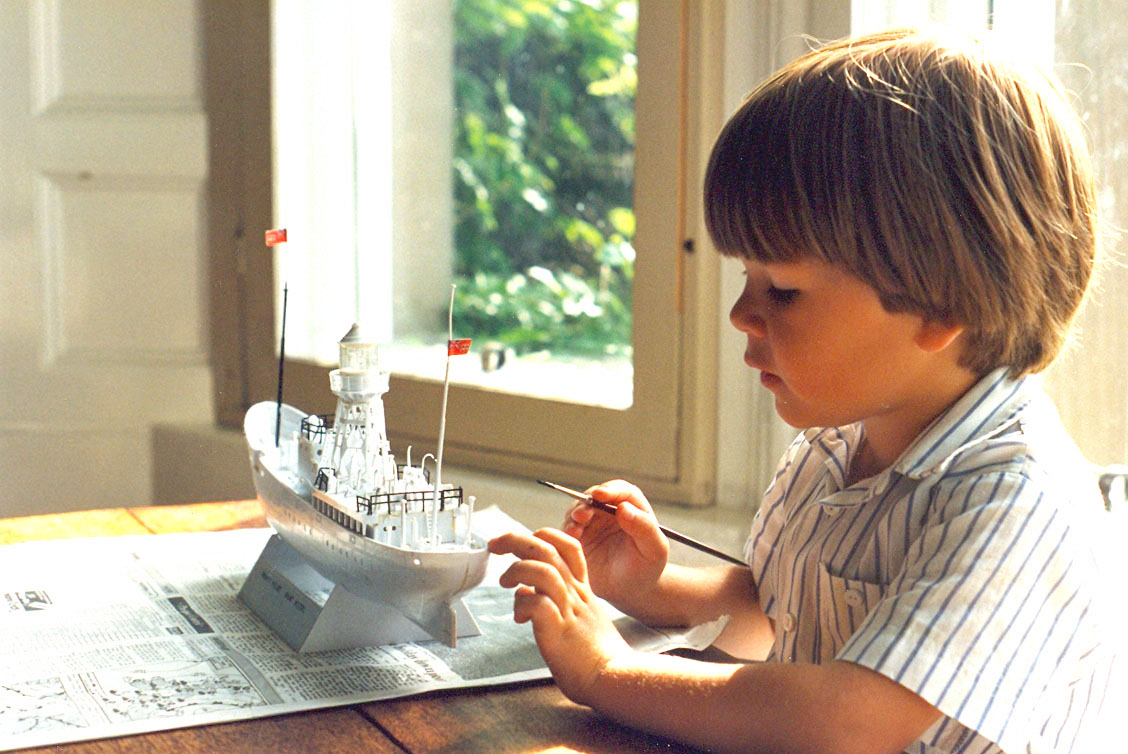
Enfant peignant une maquette.

Revisitant l’autotélisme, Csíkszentmihályi (2000[réf. incomplète]) ainsi que Voelkl et Ellis (2002[réf. incomplète]) ont présenté un nouveau modèle de compréhension du flow en identifiant plusieurs éléments associés qu’ils ont classé en deux catégories : les conditions d’apparition du flow et les caractéristiques du flow facteur.
Les conditions sont les circonstances qui sont supposées conduire au flow. Par exemple, l'équilibre compétences/défi ; la clarté des buts et un feedback instantanés.
Les caractéristiques font référence aux effets et notamment aux perceptions liées à la nature empirique du phénomène lui-même (c’est-à-dire à ce que l’individu ressent lorsqu’il est en état de flow, par exemple concentration sur l’action en cours, sens du contrôle, perte de conscience de soi).
Selon Demontrond et Gaudreau (2008[réf. incomplète]), cette distinction est tout aussi importante pour la recherche car elle permet de différencier l’expérience subjective de flow et les antécédents psychosociaux pouvant faciliter son apparition chez les individus. Ainsi, en étudiant ces conditions et caractéristiques, Ellis (2003[réf. incomplète], cité par Demontrond & Gaudreau, 2008[réf. incomplète]) montre que l’équilibre entre les compétences personnelles et le défi à relever est sans doute une condition moins importante pour atteindre le flow que ne le sont d’autres éléments (p. ex. : clarté des buts, feedback clairs).
Constatant qu'il n’existait pas de version française de l’échelle courte de flow[réf. incomplète] et que d’autre part, une analyse comparative mettait en évidence le déséquilibre de l’ensemble des échelles (et tout particulièrement les échelles « courtes ») car elles ne prenaient pas vraiment en compte toutes les dimensions du flow (elles mesurent surtout l’absorption cognitive), Heutte & Fenouillet (2010) construisent l’échelle Flow4D16 par l'agrégation de quatre sous échelles[réf. incomplète] :
- flow D1 : Sentiment de maîtrise/contrôle de l'activité – Absorption cognitive - On sait que l'activité est faisable, que les compétences sont en adéquation, il n'y a ni anxiété ni ennui ;
- flow D2 : Perception altérée du temps - Hors de temps - Concentration totale sur le présent, on ne voit pas le temps passer (Csíkszentmihályi, 2004) ;
- flow D3 : Absence de préoccupation à propos du soi - Dilatation du moi - Perte de la conscience de soi - Sentiment de sérénité - Pas de préoccupations à propos de soi-même, impression de sortir au-delà des limites de l'ego - après coup, sentiment d'avoir transcendé l'ego à tel point qu'on ne croyait pas cela possible ;
- flow D4 : Sentiment de bien-être - Activité autotélique - Motivation intrinsèque - Ce qui produit le « flow » devient une récompense en soi - Sentiment d'extase - Impression d'être en dehors de la réalité quotidienne.

## Le cerveau en état deflow
Les données récemment acquises sur les réseaux attentionnels renseignent sur l’activité d’un cerveau en état de flow, notamment celles s’intéressant à la notion surprenante d’attention « sans effort ».
Les distracteurs de l’attention sont évalués par plusieurs systèmes cérébraux qui déterminent à chaque instant l’intérêt et l’importance de ce qui stimule les sens ou les pensées. Des structures telles que l’amygdale et l’hippocampe traitent ces caractéristiques de façon « rigide », en fonction du passé : ce que l’on a l’habitude de trouver intéressant (lire un magazine, surfer sur Internet) ou désagréable, voire dangereux, et donc important (un visage ayant l’air menaçant). D’autres aires, situées surtout dans le cortex préfrontal, utilisent des critères plus flexibles dépendant des buts que l’on se fixe pour l’avenir, proche ou lointain. Chaque système fixe en quelque sorte ses priorités, qui se contredisent souvent dans une lutte incessante pour le contrôle de l’attention ; cette lutte d’influence aboutit à ce que les psychologues nomment des « conflits motivationnels », c’est-à-dire des situations où le cerveau cherche à accomplir en même temps plusieurs objectifs contradictoires.
Sur le plan mental, on dit que deux processus cognitifs sont antagonistes lorsqu’ils mobilisent les mêmes régions cérébrales, en particulier le même réseau de l’attention. C’est pourquoi on ne peut pas réaliser (exactement) en même temps deux activités qui demandent d’être attentif. En conséquence, il n’est pas étonnant que l’état de flow, en tant qu’état d’attention sans effort, ni conflit, ni stress, soit si recherché et valorisé.

## La mesure duflow
Plusieurs outils d’autodescription ont été créés afin d’étudier les éléments de nature instable et les phénomènes subjectifs liés au flow, tels que les entretiens qualitatifs, les questionnaires et la méthode d’échantillonnage des expériences (experience sampling method, ESM)[réf. incomplète],[réf. incomplète],[réf. incomplète],[réf. incomplète]. Un grand nombre de chercheurs ont utilisé l’ESM. Cette méthode consiste à répondre à un court questionnaire lorsque la sonnerie d’un télé-avertisseur retentit. Malgré tout son intérêt, cette méthode est à la longue relativement contraignante pour les sujets : le caractère intrusif et le temps nécessaire à l’usage de l’ESM présentent l’inconvénient majeur de risquer d’interrompre le flow. C’est la raison pour laquelle l’élaboration d’échelles de mesure du flow reste une question d’une vive actualité[réf. incomplète],[réf. incomplète],[réf. incomplète],[réf. incomplète],,[réf. incomplète],[réf. incomplète],[réf. incomplète],[réf. incomplète]).
En Europe, c’est principalement Rheinberg (1987[réf. incomplète], 1996[réf. incomplète]), puis Rheinberg et Vollmeyer (2001[réf. incomplète]) qui étudient plus particulièrement les relations entre flow et motivation, notamment via la conception d’une échelle courte de flow en langue allemande (Flow-Kurzskala : FKS[réf. incomplète]). Vollmeyer et Rheinberg (2006) estiment que FKS est une échelle de mesure du flow adaptable à de nombreux contextes.
En France, à la suite des travaux de Jackson et Eklund (2002[réf. incomplète]), une version française du FSS-2 a été validée,[réf. incomplète]). Déro et Heutte (2008[réf. incomplète]) ont élaboré une échelle en 13 points pour mesurer le flow au travail (adaptée à l’usage des TIC).

## Formes collectives duflow
Il existe trois formes collectives de l'état de flow : l'état mental qui peut être vécu de manière isolée par certains membres d'un groupe (flow individuel au sein d'un groupe), mais aussi les épisodes d'expériences optimales vécus simultanément et de manière partagée par plusieurs personnes d'un groupe ou d'une équipe. Sur les mêmes assises théoriques que l'on distingue groupe social et équipe (interdépendance, interactions opérationnelles, objectif commun...) une différence notable est ainsi faite entre flow de groupe et flow d'équipe.

### Flowindividuel au sein d'un groupe
Dans ce cas de figure, le groupe auquel appartient l'individu n'est qu'un contexte de l'émergence de l'état de flow. L'acteur connait l'expérience optimale principalement à la suite de la vérification des facteurs individuels de son émergence (concentration, feedback, objectif précis...). L'entité collective à laquelle il appartient n'a qu'une influence minime sur son état. Ainsi, un sportif peut vivre un épisode de flow individuel et connaitre une grande réussite dans ses tirs, actions, passes… alors que le reste de son équipe est à la dérive.

### Flowde groupe (group flow)
Le flow de groupe désigne l'expérience optimale collective que peuvent connaître des individus qui agissent en coprésence,[réf. incomplète],[réf. incomplète].
Plusieurs personnes sont ensemble, réalisent une tâche similaire, mais n'ont pas de but commun ni de lien d'interdépendance positive (ensemble des liens structurels et fonctionnels qui unissent les membres d’une équipe)[réf. incomplète],[réf. incomplète]). Ils n’ont donc pas besoin les uns des autres, cependant, la proximité (spatiale, occupationnelle…) entre les différents acteurs a une influence sur l'expérience de chacun. Il a ainsi été montré que réaliser certaines tâches étaient plus agréables en présence d’autrui que seul[réf. incomplète].
Par exemple, pour des surfeurs et skieurs qui descendent un versant ensemble, la compagnie des autres sublime les expériences individuelles et peut renforcer leur vécu, mais la présence d'autrui n'est pas indispensable à la pratique de l'activité ni à l’émergence de cet état
Csikszentmihalyi suggère plusieurs façons de travailler collectivement pour que chaque membre d'un groupe atteigne l'état de flux[réf. nécessaire].
Les caractéristiques de ce type de travail sont notamment :
- Un espace pour un travail créatif : des chaises, des tableaux à punaises, des schémas mais pas de tables : le travail se fait principalement debout et en se déplaçant,
- Une séance de travail organisée : des schémas pour les informations de départ, des diagrammes de flux, un résumé du projet, un peu de folie (la folie a sa place ici aussi), un endroit sûr (ici, tout peut être dit à voix haute et pas seulement pensé), un mur affichant les résultats, des sujets ouverts,
- Un travail organisé en parallèle,
- Le groupe est concentré sur les mêmes buts,
- Le travail sur des arrangements spatiaux (dessin, peinture, sculpture, menuiserie, modélisme, etc.),
- Progrès sur les buts existants (prototypage),
- Augmentation de l'efficacité au travers de la visualisation,
- La modélisation préalable de l'activité (visualisation et prototype),
- L'existence de différences entre les participants est vue comme une opportunité pour l'activité  (et non comme un obstacle).

### Flowd'équipe (Team flow)
À la suite des travaux de Walker 2010[réf. incomplète]) sur les liens entre interdépendance et flow de Borderie 2015[réf. incomplète]) définit le team flow comme « l’expérience optimale de coopération que peuvent connaître les membres d'une équipe lorsque leurs actions coopératives sont fluides, synergiques, plaisantes et qu’elles donnent à chacun l’impression de ne faire qu’un avec l’équipe ».
Cette expérience d'harmonie repose, entre autres, sur une puissante cohésion opérationnelle, une communication précise et rapide et une focalisation totale sur l'objectif commun. Elle permet aux équipes d’améliorer leurs performances et d’enrichir leurs répertoires tactiques.
Une expérience intense de team flow peut amener les équipiers au sentiment de fusionner avec leurs partenaires ainsi qu’avec la tâche en cours de réalisation[réf. incomplète],[réf. incomplète].
Chacun se perçoit alors comme appartenant à une seule entité qui transcende la somme des individus et répond avec précision et rapidité aux exigences de la situation.
Par exemple : une équipe de basket qui connaîtrait le team flow verrait son jeu collectif passer au niveau supérieur ; chaque joueur anticipe les actions et positionnements des autres ; les décisions comme les passes sont plus précises, plus intuitives. Les équipiers ressentent une forte cohésion de leurs actions collectives, comme si l’équipe ne faisait qu’un et que tout lui était possible.
L’interdépendance positive (ensemble des liens structurels et fonctionnels qui unissent les membres d’une équipe) joue un rôle majeur dans l’émergence du team flow : au-delà de créer les liens structurels relatifs à l’entité même d’équipe, elle donne lieu à des dynamiques de fonctionnement (complémentarité des rôles, dépendance dans la réalisation des tâches…) permettant l’émergence de cet état d’harmonie coopérative.

## Applications

### Applications suggérées par Csikszentmihalyi vs autres pratiques autres pratiquants
Il est bon de noter que seul Csikszentmihalyi a publié des suggestions pour améliorer l'environnement dans lequel se déroule l'activité, pour qu'il soit plus propice à l'expérience du flow.
Les personnes ayant repris le concept de flow à sa suite ont plus mis l'accent sur l'utilité du concept de flow pour le développement de la personne elle-même, par exemple par la spiritualité, l'amélioration des performances, et le développement personnel en général. Des réutilisations du concept de flow ont été faites dans des milieux aussi divers que les affaires économiques, l'improvisation musicale, la préparation sportive, le stand-up[réf. incomplète], et les communautés de séduction, souvent en association avec d'autres concepts comme celui d'inner game.

### Musique
Les musiciens, particulièrement les solistes lors d'une improvisation, peuvent expérimenter un état de flow lorsqu'ils jouent de leur instrument.

### Éducation
En éducation, le concept de surapprentissage semble un facteur important de cette technique, dans laquelle Csíkszentmihályi énonce que le sur-apprentissage permet à l'esprit de se concentrer sur la visualisation du résultat désiré comme une action unique et intégrée, et non comme un ensemble d'actions.

#### Autotélique: épicurien de la connaissance?
Selon Csíkszentmihályi (2005[réf. incomplète]), un individu autotélique n’a pas un grand besoin de possession, de distractions, de confort, de pouvoir ou de célébrité, car presque tout ce qu’il fait l’enrichit intérieurement. Comme il expérimente le flow dans son travail, sa vie familiale, ses relations avec les autres, dans des activités banales de la vie quotidienne et même quand il est seul et inactif, il est moins dépendant des récompenses extérieures. Il est plus autonome, plus indépendant, parce qu’on ne le manipule pas facilement à coup de menaces ou de récompenses extérieures. En même temps, il est plus impliqué dans tout ce qui l’entoure parce qu’il est pleinement investi dans le courant de la vie. Son énergie psychique paraît inépuisable, il est plus attentif, remarque plus de détails, s’intéresse volontiers à quelque chose sans en attendre de récompense immédiate. Il a une attitude joyeuse de curiosité, une volonté de comprendre, de résoudre des problèmes. Mais il a aussi un intérêt désintéressé : son attention est dénuée d’ambition et d’objectifs personnels pour forcer la chance d’appréhender la réalité selon ses propres termes. Comme il est moins préoccupé par lui-même, il investit plus d’énergie psychique dans son rapport à la vie. Les individus créatifs sont généralement autotéliques et c’est parce qu’ils disposent d’un surplus d’énergie psychique à investir dans des choses apparemment triviales qu’ils font des découvertes.
« Si apprendre est rarement une partie de plaisir, comprendre (être compris/se faire comprendre) peut être totalement jubilatoire »[réf. incomplète]. D’ailleurs, tous ceux qui ont ressenti un jour ce violent sentiment savent qu’il l’a été plus fort encore au moment où ils ont pu le partager avec d’autres et qu’ils ont pu constater qu’ils étaient compris. La réaction physiologique peut d’ailleurs être forte, avec l’impression d’être transporté, « comme sur un petit nuage », être parfois ému aux larmes, et en même temps, paradoxalement, ils ont tout simplement le sentiment d’être[réf. incomplète].

### Sports
Le concept d'« être dans la zone » durant une performance athlétique correspond à la description du flux de Csíkszentmihályi. Les théories et les applications s'y rapportant et leurs liens avec les atouts et gains de performances sportives sont étudiés dans la psychologie du sport.
Les travaux de Timothy Gallwey sur le « jeu intérieur » requis dans des sports tels que le golf et le tennis décrivent le coaching mental et les attitudes requises pour atteindre « la zone » et internaliser la complète maîtrise du sport.
Roy Palmer suggère qu'être « dans la zone » peut aussi influencer les combinaisons de mouvements en intégrant au mieux les réflexes conscients et inconscients, ce qui améliore la coordination. Beaucoup d'athlètes décrivent le caractère naturel et « sans efforts » de leurs performances lorsqu'ils réussissent leurs meilleurs temps ou scores connus.
Le légendaire joueur de football Pelé décrit son expérience d'« être dans la zone » ainsi : « J'ai ressenti comme un étrange calme... une sorte d'euphorie. J'ai eu l'impression de pouvoir courir une journée entière sans fatigue, de pouvoir dribbler à travers toutes leurs équipes ou à travers tous, que je pouvais presque leur passer à travers physiquement ».
Un autre exemple a été donné par le pilote de Formule 1 Ayrton Senna, qui, durant les qualifications du grand prix de Monaco 1988, a déclaré avoir l'impression de piloter la voiture au-delà de ses limites. « J'étais déjà en pole position [...] et je continuais. Tout à coup j'avais deux secondes d'avance sur tout le monde, même sur mon binôme qui avait la même voiture. Et tout à coup j'ai réalisé que je ne conduisais plus la voiture consciemment. Je la conduisais comme instinctivement, mais j'étais dans une autre dimension. J'étais comme dans un tunnel. Pas seulement dans le tunnel sous l'hôtel : tout le circuit était un tunnel. Je continuais et continuais, encore et encore et encore et encore. J'avais largement dépassé la limite mais j'étais toujours capable de trouver plus. »
Phil Simms, joueur de football américain, déclare à propos de sa prestation lors d'un Super Bowl : « C'est la performance préférée de ma carrière, parce que c'est tout ce que je voulais être en tant que joueur. Je voulais être fort, faire de puissants tirs, être imperméable à la pression, sans m'inquiéter des résultats. » C'est exactement ce que Csíkszentmihályi veut dire concernant le « flux ». Quand les challenges et les aptitudes arrivent simultanément à leurs acmés, une expérience exceptionnellement positive survient. Phil Simms a réussi 22 lancers en 25 tentatives sur 245 mètres et beaucoup de gens pensent que c'était le meilleur jeu d'un quarterback vu lors d'un SuperBowl. Il avait une concentration maximum.
Csíkszentmihályi et Jeremy Hunter rapportent que la concentration est un élément vital pour s'impliquer totalement dans le présent. Ainsi il faut se concentrer pour atteindre l'état de flux. De même un sens du contrôle est nécessaire. Celui-ci paraît naturel (sans-effort). Le contrôle et la concentration sont aussi accompagnés d'une transcendance de l'état normal de perception. Un des aspects de cette transcendance est la perte de la conscience de soi.
Dit simplement, le but d'un athlète est si intense et si élevé dans l'action, qu'il devient impossible à endiguer (le but et l'athlète).

### Religion et spiritualité
Csíkszentmihályi fut probablement le premier à décrire le concept de flow dans la psychologie occidentale, mais, comme il le reconnaît lui-même, il n'est pas le premier à décrire le concept de flow ou à en développer des applications.
Les pratiquants de religions orientales, comme le bouddhisme et le taoïsme, ont placé la discipline de dépassement de la dualité entre objet et sujet au centre du développement spirituel. Ils ont développé un ensemble vaste et détaillé de théories pour surmonter cette opposition, ils ont testé et affiné leur pratique de pensée spirituelle à cette fin, à l'opposé de la science moderne occidentale dont la rigueur est fondée sur une distinction rigoureuse entre l'objet et l'expérimentateur.
La phrase « ne faire qu'un avec ses pensées » est une métaphore du concept de flow. Les pratiquants du bouddhisme zen appliquent des principes similaires au flow pour maîtriser leur art.
C'est aussi le cas, entre autres, pour certains calligraphes, peintres et pratiquants l'ikebana, ou encore pour les pratiquants de l'aikido, du kendo.

### Jeux vidéo
Le concepteur de jeux Jenova Chen, figure du jeu vidéo indépendant, a fait du flow dans le jeu vidéo le concept central de sa thèse et de son jeu flOw. Selon lui, la plupart des jeux « n'offrent qu’une expérience étroite et statique ». Alors que ces expériences pourraient garder le joueur moyen dans le flow, elles pourraient être triviales pour des joueurs expérimentés ou même novices. Chen exprime aussi que des actions qui peuvent paraître triviales pour certains joueurs, comme bouger une caméra dans un espace 3D, peuvent constituer un challenge pour d'autres. Il détermine qu'il est possible d'adapter l'expérience au flow de ses utilisateurs en créant plusieurs flow zones, correspondant à différents niveaux de difficultés (facile, normal, difficile...).
Jesper Juul, théoricien dans le domaine du jeu vidéo, souligne aussi que les joueurs n'aiment pas l'absence de défi : « Je déteste perdre, mais je déteste encore plus ne pas perdre ». Selon lui, les joueurs ont besoin de difficulté dans une expérience de jeu pour les encourager à continuer à jouer et à s'améliorer.
La difficulté adaptative peut aussi être considérée comme une implantation du flow dans les jeux vidéo. Ainsi, Resident Evil 4 module la difficulté de ses ennemis selon les compétences du joueur : plus il meurt, moins les ennemis sont difficiles à affronter. La série Mario Kart introduit un système similaire, où les joueurs proches de la dernière place peuvent obtenir des objets permettant de rendre la course plus facile.

## Œuvres liées

### Littérature
- La pièce Le Fleuve étincelant de Charles Morgan décrit le fonctionnement harmonieux des membres d'un groupe de recherche militaire totalement absorbés par leur tâche.
- La nouvelle Les Premiers hommes d'Howard Fast et le roman Les Plus qu'humains de Theodore Sturgeon décrivent un fonctionnement similaire.

### Mangas
Dans le manga Kuroko's Basket, la zone de flux est présente et mentionnée plusieurs fois sous le nom de « Zone ». Dans cette œuvre, la zone augmente grandement les capacités des protagonistes en les faisant utiliser leur plein potentiel.